# 14964 Robertobacci
14964 Robertobacci este un asteroid din centura principală de asteroizi.

## Descriere
14964 Robertobacci este un asteroid din centura principală de asteroizi. A fost descoperit pe 2 noiembrie 1996 la San Marcello Pistoiese de Luciano Tesi și Gabriele Cattani. Asteroidul prezintă o orbită caracterizată de o semiaxă mare de 3,21 ua, o excentricitate de 0,07 și o înclinație de 9,5° în raport cu ecliptica.